# Pellaea goudotii
Pellaea goudotii là một loài thực vật có mạch trong họ Adiantaceae. Loài này được (Kunze ex Kuhn) C. Chr. miêu tả khoa học đầu tiên năm 1906.